# Aldeanueva de Portanovis
Aldeanueva de Portanovis es un despoblado español del municipio de Castillejo de Martín Viejo, perteneciente a la provincia de Salamanca, en la comunidad autónoma de Castilla y León.

## Toponimia
El lugar puede aparecer referido con las grafías «Aldeanueva de Portanovis» y «Aldeanueva de Portanobis».

## Historia
Hacia mediados del siglo XIX, el lugar, una alquería ya por entonces perteneciente a Castillejo de Martín Viejo, tenía contabilizada una población de 41 habitantes. Aparece descrito en el primer volumen del Diccionario geográfico-estadístico-histórico de España y sus posesiones de Ultramar de Pascual Madoz con las siguientes palabras:

ALDEANUEVA DE PORTANOBIS: alq. de la prov. de Salamanca (16 leg.), part. jud. de Ciudad-Rodrigo (3), dependiente en lo civil y ecl. de Castillejo de Martin Viejo (V): está sit. en la carretera que conduce desde Ciudad-Rodrigo á San Felices de los Gallegos, á la márg. der. del r. Agueda, en terreno quebrado, algun tonto poblado de encinas y robles, y mucho monte bajo de jara, combatido principalmente por los aires del O.: junto al corto número de casas que la forman, pasa un arroyo que surte de agua al vecindario, y hácia el O., no lejos de las mismas, existen unas grandes canteras de piedra pajarilla que sirve para los molinos: confina el térm. por N. con Balborraz; E. con el Moral; S. con Castillejo de Martin Viejo, y O. con el r. Agueda, que corre por un cáuce profundo: comprende 223 fan. en cultivo y 69 de monte y pasto: prod.: trigo, centeno, legumbres y ganados: pobl.: 10 vec., 41 hab.: riqueza terr. prod.: 94,650 rs.: imp.: 4,732 rs. Correspondió esta alq. en su mayor parte al cabildo de Ciudad-Rodrigo.
(Madoz, 1845, pp. 506-507)

En 2023, la entidad singular de población no tenía empadronado ningún habitante.